# Фучжу

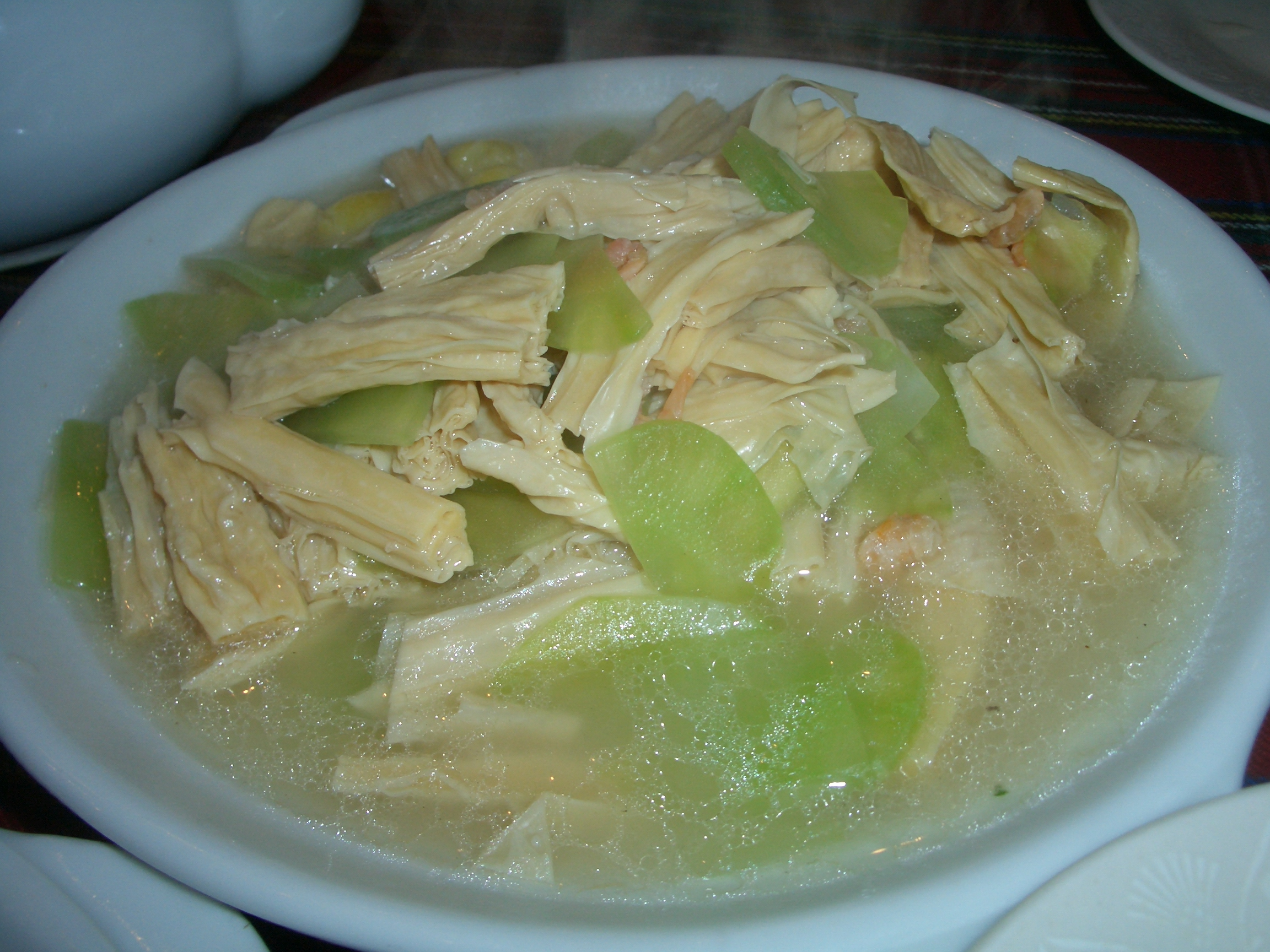
Страва з фучжу

Фучжу (кит.: 腐竹 fǔzhú (фучжу) — плівка, знята з соєвого молока. Вживається як свіжою, так і висушеною. Інгредієнт східноазійської кухні. В Україні, Росії і Казахстані фучжу відома під помилковою назвою «соєва спаржа», хоча до справжньої спаржі ніякого відношення не має.

## Історія
Згідно з легендою, перший імператор об'єднаного Китаю Цінь Ши Хуан-ді, що правив країною з 246 р до н. е. по 210 до н. е. — «Головний винуватець» популярності юба у Східній Азії. Він вимагав від свого народу надати йому еліксир з ефектом омолодження. Після багатьох невдалих спроб імператору була запропонована юба, яка була обрана повелителем як засіб, що продовжує життя.

## Виробництво
Після просочування свіжої сої її піддають дефібруванню, фільтруючи вичавки соєвого сиру. Одночасно отримується соєве молоко. Потім соєве молоко піддається кип'ятінню. На поверхні утворюється твердий прошарок з високим вмістом жиру. Цей прошарок і є фупі. Спеціальне обладнання знімає і підвішує цю плівку.
Знятий прошарок можна відразу ж вживати в їжу або засушити. Підвішена фупі набуває витягнуту зморщену форму, що називається фучжу. Потім плівка сушиться в горизонтальному положенні.

## Вживання
В Китаї фупі зазвичай засушують, потім використовують у приготуванні їжі. В Японії віддають перевагу вживанню у свіжому вигляді. Сиру фупі можна вживати як закуску, а також вмочуючи в соєвий соус.